# Могаби
Маго́би, или Мога́би (крымскотат. кучерявый, укр. Могабі) — гора высотой 804 метра над уровнем моря. Массив, юго-восточный отрог Ай-Петринской Яйлы, полностью поросший смешанным лесом. Гора расположена между посёлками Ливадия и Кореиз, входит в границы Ялтинского горно-лесного заповедника.
На склонах горы расположилось несколько водохранилищ: Караголь и Верхнее Могабинское с Нижним Могабинским на реке Учан-Су. Верхнее Могабинское озеро является водохранилищем, которое входит в систему водоснабжения г. Ялты.

## Характеристика
По краеведческим данным гора Магоби не потухший вулкан, а известняковый массив — яйлинский отторженец, как и гора Кошка, мыс Ай-Тодор, гора Парагильмен.